# Kunja Glavica
Kunja Glavica (en serbe cyrillique : Куња Главица) est un village de Bosnie-Herzégovine. Il est situé sur le territoire de la ville de Trebinje et dans la république serbe de Bosnie. Selon les premiers résultats du recensement bosnien de 2013, il compte 29 habitants.

## Géographie
Le village est situé à la frontière entre la Bosnie-Herzégovine et la Croatie. Il est entouré par les localités suivantes :
|                                                   | Kraj          |        |
| Uvjeća                                            | Kunja Glavica | Ograde |
| Duba Konavoska (municipalité de Konavle, Croatie) | Ograde        |        |

## Démographie

### Évolution historique de la population dans la localité
| 1948 | 1953 | 1961 | 1971 | 1981 | 1991 | 2013 |
| ---- | ---- | ---- | ---- | ---- | ---- | ---- |
| -    | -    | 122  | 111  | 78   | 60   | 29   |

|  |

### Répartition de la population par nationalités (1991)
En 1991, les 60 habitants du village étaient tous serbes.